# Находкинская транзитка
Находкинская транзитка — пересыльный (транзитный) лагерь/лагеря заключённых (1940/1941—1942), затем посёлок вольнонаёмных, существовавший на месте города Находки (район озера Солёного).

## Лагерь заключённых
В 1930-е годы пересыльный лагерь во Владивостоке был важнейшим транзитом ГУЛАГа в восточной части страны, откуда заключённых отправляли на пароходах в бухту Нагаева. В 1940 или 1941 году пересыльный лагерь был переведён в Находку.
В большом транзитном лагере Находки содержалось около двух тысяч заключённых, которые были приписаны к различным стройкам. Территория транзитки была обнесена колючей проволокой. По воспоминаниям очевидцев, лагерная зона делилась на Нижнюю Транзитку с пересыльным лагерем с осуждёнными по 58-й статье и на производственный лагерь с заключёнными, осуждёнными по бытовым статьям. В период навигации заключённых отправляли на Колыму на пароходах Дальстроя: «Дальстрой», «Джурма», «Феликс Дзержинский», «Советская Латвия».
Из приказа по Дальстрою «о проверке состояния по лагерю» в феврале 1942 года: «В бараках грязно, сыро, холодно — сплошной дым при топке печей». По воспоминаниям очевидцев, после войны в транзитном городке царила «барачная грязная атмосфера и скудность питания», «тысячи людей — мужчин и женщин — размещались в неуютных бараках на сплошных нарах. Стирать белье негде, столовая отсутствовала, а порой пассажиры по целым дням оставались без воды»; «невозможная грязь, страшное количество мух и клопов, свирепствовали корь и диспепсия». 
Старожил Л. И. Баркова «видела большой лагерь в Американке, на болоте, как тогда говорили». По воспоминаниям старожила Дозмарова, приехавшего в Находку в 1946 году, где АТП-1 размещалась мужская зона заключённых, где проспект Мира, ближе к экспрессу — женская. 

## Посёлок вольнонаёмных

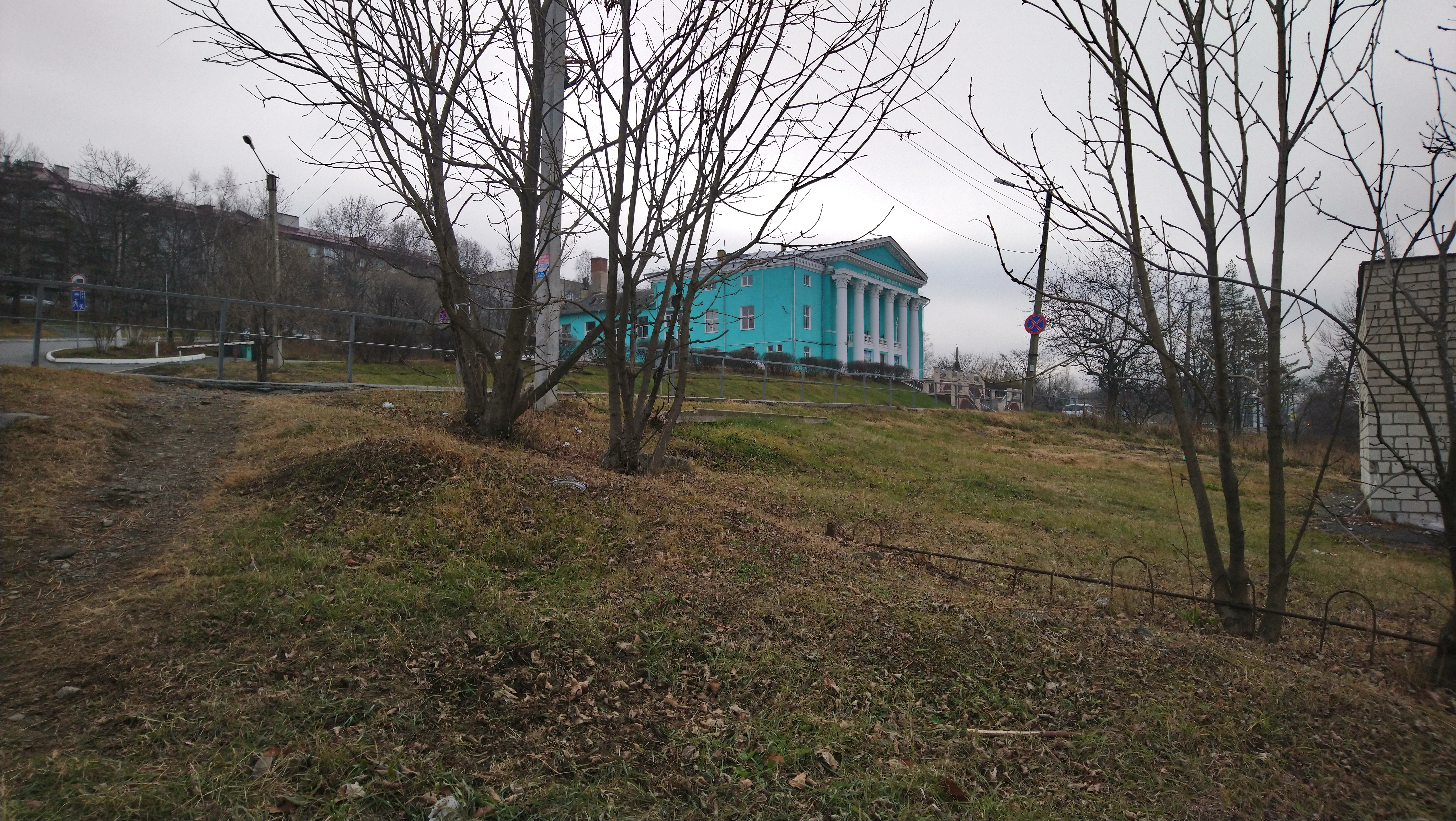
Бывший ДК строителей. Ниже — парк, связанный с лагерной историей города

До середины 1950-х годов лагерные бараки Транзитки использовались как временное жильё вольнонаёмных. По воспоминаниям старожила Щербаковой, которая жила в Находке с 1937 года, «ближе к станции Бархатной стояли бараки и назывались — „Транзиткой“, там жили вербованные в ожидании пароходов на Магадан». По воспоминаниям старожила Савиной, двухэтажные дома на Комсомольской и Почтовом переулке находились в окружении бараков в так называемой Верхней Транзитке, в бараках нижней Транзитки селились строители Находки. 
Посёлок строителей располагался на Пади Ободной. В нём находился такой же, как у рыбаков, больничный городок и дом культуры, школы, фабрика химчистки, ресторан (1965).
С 1947 года основная нагрузка по транзиту заключённых на Колыму перешла на Ванинскую пересылку. В середине 1950-х годов на Транзитке начался снос длинных деревянных бараков. Согласно изданию 1979 года ещё существовало местное название «Транзитка».